# Erweiterungsinvestition
Unter einer Erweiterungsinvestition versteht man in der Betriebswirtschaftslehre Investitionen im Sachanlagevermögen, die der Erweiterung der betrieblichen Kapazität dienen.

## Allgemeines
Sachinvestitionen lassen sich nach ihrem Zweck in Gründungs-, Erweiterungs-, Ersatz- oder Rationalisierungsinvestition einteilen. Von diesen Investitionszwecken ist die Erweiterungsinvestition neben der Gründungsinvestition die risikoreichste, weil die übrigen Arten die Betriebsgröße nicht verändern und mehr oder weniger unausweichlich sind. Außerdem ist mit ihnen eine Erhöhung der Kapitalbindung verbunden. Erweiterungs- und Gründungsinvestitionen haben jedoch kapazitätserhöhende Wirkung, wodurch sich die Unternehmenserlöse und Gesamtkosten verändern.

## Arten
Erweiterungsinvestitionen können betrieblich zu nutzende Grundstücke, grundstücksgleiche Rechte, Gebäude, technische Anlagen und Maschinen, Geräte oder Betriebs- und Geschäftsausstattung betreffen. Ihr Erwerb verursacht Anschaffungskosten, die als Investitionskosten in die Anlagenbuchhaltung einfließen. immaterielle Investitionen (etwa in Konzessionen, Lizenzen, Patente, Schutzrechte, Marken, entgeltlich erworbene Firmenwerte oder Forschung und Entwicklung) oder Finanzinvestitionen (etwa Kapitalbeteiligungen) sind zum weiteren Begriff der Erweiterungsinvestitionen zu rechnen.    

## Gründe
Ein Unternehmen wird in die Erweiterung seiner Anlagen nur dann investieren, wenn nachfragebedingt Wachstum eingetreten ist oder erwartet wird (Marktpotenzial) und dadurch günstige Absatz- und Gewinnerwartungen vorliegen, ein degressiver Gesamtkostenverlauf erzielt werden kann, Preissteigerungen für Investitionsgüter zu erwarten sind oder das Zinsniveau für Fremdfinanzierungen steigt. Erweiterungsinvestitionen können neben der Kapazitätserweiterung für bestehende Produkte auch der Herstellung neuer Produkte dienen, die mit den vorhandenen Produktionsanlagen nicht hergestellt werden können. 
Die Grenzleistungsfähigkeit des eingesetzten Kapitals bildet die eigentliche Grundlage von Investitionsentscheidungen. Ein Unternehmen wird nur dann investieren, wenn die Grenzleistungsfähigkeit des Kapitals den aktuellen Marktzins übersteigt. Erzielt eine Investition eine höhere Rendite als eine alternative Geldanlage, wird investiert und umgekehrt. Bei erwarteter Lebensdauer einer zu erwerbenden Maschine von 2 Jahren ergibt sich folgende Formel:
{\displaystyle AK=Q_{1}+{\frac {Q_{2}}{1+R}}}
Hierin sind

{\displaystyle AK} Anschaffungskosten der Investition

{\displaystyle Q_{1}} Nettoeinnahmen der Investition im ersten Jahr

{\displaystyle Q_{2}} Nettoeinnahmen der Investition im zweiten Jahr

{\displaystyle R} Grenzleistungsfähigkeit des Kapitals (Investitionsrendite)
Kostet beispielsweise eine Maschine 1.000 Euro bei zwei Jahren Lebensdauer und erwartet der Unternehmer im ersten Jahr 500 Euro und im zweiten Jahr 540 Euro Nettoeinnahmen durch die Maschine, so ergibt sich eine Grenzleistungsfähigkeit von 8 %. Liegt der Marktzins bei 7 %, wird investiert, liegt er über 8 %, unterbleibt die Investition. Diese Grenzleistungsfähigkeit wurde von John Maynard Keynes erstmals im Februar 1936 in seiner Allgemeinen Theorie der Beschäftigung, des Zinses und des Geldes vorgestellt.

## Wirtschaftliche Aspekte
Erweiterungsinvestitionen verstärken die Quantität der Produktionsfaktoren bei gleichbleibender Qualität und können eingetretene Engpässe beseitigen oder erwartete vermeiden. Sie betreffen im Regelfall die Sachanlagen (Faktor Betriebsmittel), bei personalintensiven Unternehmen das Personal (Faktor Arbeit). In der Regel geht mit einer Vergrößerung der Betriebsmittel auch eine Erhöhung der Personalkapazität einher, weil Maschinen von Menschen zu steuern oder überwachen sind. Die durch die Erweiterungsinvestition entstehenden zusätzlichen Fixkosten (Abschreibungen, fixe Personalkosten) müssen durch die Deckungsbeiträge der zusätzlich produzierten Menge (Grenzerlöse) gedeckt werden. Weitere Folge von Erweiterungsinvestitionen kann ein Ansteigen der Vorräte an Roh-, Hilfs- und Betriebsstoffen sein, wenn sich die Produktionsmenge erhöht. 
Die Erweiterungsinvestition ist in der Betriebswirtschaftslehre das Resultat des Lohmann-Ruchti-Effektes, da angesammelte Abschreibungen bereits vor dem Ausscheiden alter Maschinen in zusätzliche Anlagen reinvestiert werden. Von der Bedeutung der Erweiterungsinvestition unterscheidet man operative und strategische Erweiterungsinvestition, bei letzteren überschreiten die Bruttoinvestitionen 20 % der bestehenden Anlagen. Strategische Erweiterungsinvestitionen beinhalten ein höheres Investitionsrisiko mit der Gefahr einer Fehlinvestition als operative.
Bilanziell führen Erweiterungsinvestitionen zu einer Bilanzverlängerung, weil sie die Aktiva erhöhen und die für die Investitionen erforderlichen Eigen- und Fremdfinanzierungen gleichzeitig die Passiva vergrößern. 